# Otto (Savoyen)

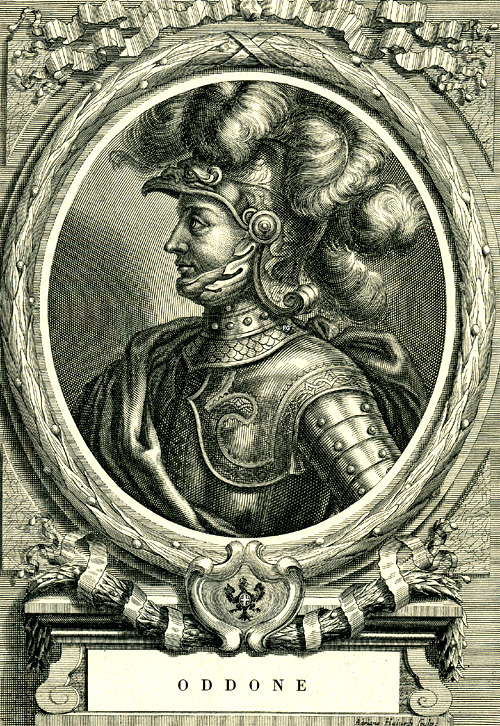
Otto von Savoyen

Otto von Savoyen, auch Oddo geschrieben (* um 1021; † 1060) war Graf von Savoyen sowie Markgraf von Susa-Turin und der jüngste Sohn von Humbert I. und dessen Frau Anzilla geb. von Lenzburg.

## Leben
Otto ließ gegen den Willen des Bischofs von Maurienne eigene Münzen prägen. Er pflegte die Beziehung zu den Salierkaisern Heinrich III. und Heinrich IV., der später seine Tochter Bertha heiratete. Im Jahr 1045 oder 1046 heiratete Otto Adelheid von Susa, eine Tochter Ulrich-Manfreds Markgraf von Turin aus der Familie der Arduine. Diese war zuvor bereits mit Hermann von Schwaben vermählt, der im Jahr 1038 verstorben war. Zum Zeitpunkt der Vermählung sollen Adelheid etwa 25 und Otto rund 45 Jahre alt gewesen sein. Die Ehe brachte ihm zahlreiche Territorien im Piemont und den Zugang zum Mittelmeer ein.
Nach seinem Tode 1060 übernahm seine Frau Adelheid die Regentschaft. Im Investiturstreit war sie eifrige Verfechterin der Ghibellinen. Nach ihrem Tod 1091 verlor Savoyen die Gebiete östlich der Alpen mit Ausnahme von Susa.
Otto und Adelheid hatten folgende Kinder:
- Peter I. wird sein Nachfolger. Seine Mutter Adelheid überlebte ihn und übte einen starken Einfluss auf ihn aus.
- Amadeus II. ⚭ Johanna von Genf, nach dem Tode seines Bruders Peter I. 1078 führte diese Linie des Hauses Savoyen weiter.
- Bertha ⚭ 13. Juli 1066 Kaiser Heinrich IV.
- Adelheid von Turin ⚭ 1062 Rudolf  Graf von Rheinfelden. (Gegenkönig von Heinrich IV.)
- Otto, war von 1073 bis 1079 Bischof von Asti.